# COSMO (Chemie)

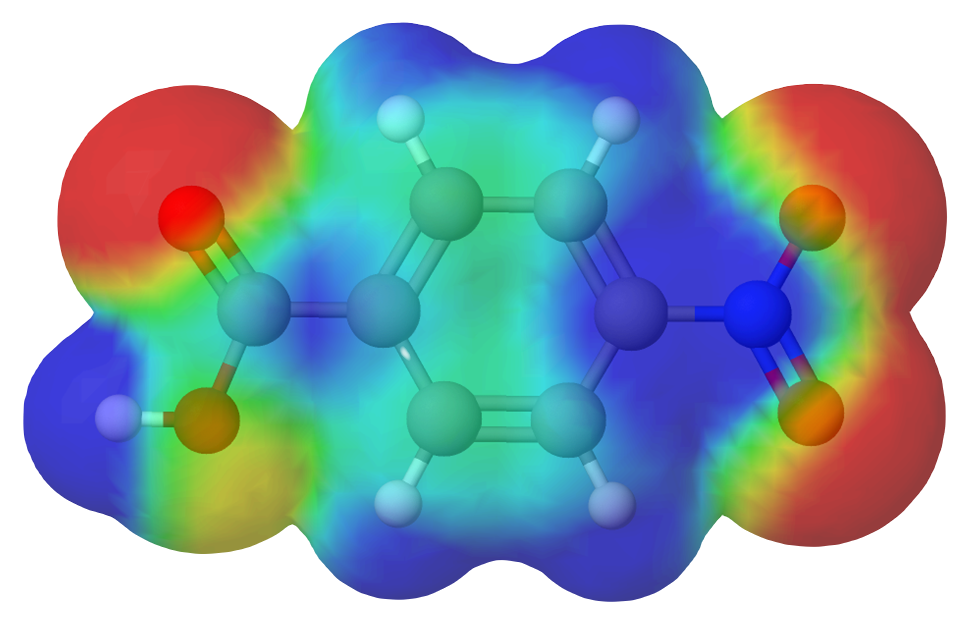
COSMO-Oberfläche der 4-Nitrobenzoesäure
blau = negative, rot = positive Ausgleichsladung

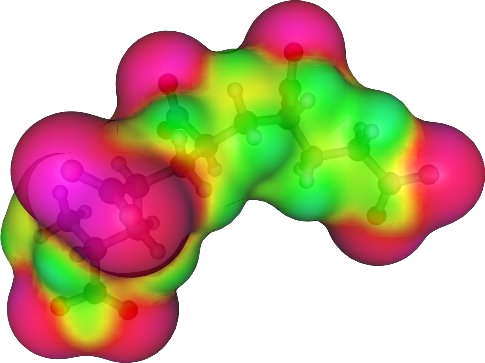
COSMO-Oberfläche eines Pentaacrylat-Ions, auf Grund der negativen Ladung des Ions ist die Ausgleichsladung vorrangig positiv (rot).

COSMO (kurz für „Conductor-like screening model“) ist eine Berechnungsmethode für die elektrostatische Wechselwirkung eines Moleküls mit einem Lösungsmittel.

## Grundlagen
Bei COSMO wird das Lösungsmittel anhand einer Dielektrizitätszahl ε und weiterer Parameter (Volumen der Moleküle, Atomradii, ...) als Kontinuum behandelt. Die Methode gehört daher zur Klasse der Kontinuumsmodelle (engl. continuum solvation models). Weiter wird angenommen, dass das Lösungsmittel bis an die „Grenzfläche“ des gelösten Moleküls reicht. Diese Grenzfläche wird als Einhüllende von Kugeln um die einzelnen Atome angesetzt (Van-der-Waals-Radius der Atome plus eine feste Distanz für die Lösungsmittel-Moleküle). Für die tatsächliche Berechnung wird diese Fläche durch ebene Teilstücke, z. B. Dreiecke, angenähert.
Wenn das Lösungsmittel ein idealer Leiter wäre, müsste das elektrische Potenzial an dieser Fläche verschwinden, daraus ließe sich bei bekannter Verteilung der Ladungen im Molekül leicht die Ladung q* an der Fläche bestimmen.
Für reale Lösungsmittel kann näherungsweise angenommen werden, dass die Ladung q um einen Faktor f geringer ist als die Ladung q*:
{\displaystyle q=f\cdot q^{*}}
Dieser Faktor f ist näherungsweise
{\displaystyle f(\varepsilon )\approx {\frac {\varepsilon -1}{\varepsilon +0,5}}<1}
Der Summand 0,5 im Nenner ist dabei eine empirisch gefundene Größe.
Aus den so bestimmten Ladungen q des Lösungsmittels und der bekannten Ladungsverteilung des Moleküls kann dann die Energie der Wechselwirkung zwischen dem gelösten Molekül und dem Lösungsmittel bestimmt werden.

## Anwendung
Die COSMO-Methode kann für alle Berechnungsmethoden der theoretischen Chemie verwendet werden, bei denen die Ladungsverteilung eines Moleküls bestimmt werden kann, beispielsweise semiempirische Rechnungen, Hartree-Fock-Rechnungen oder Dichtefunktionaltheorie-Rechnungen.

## Vergleich mit anderen Methoden
Während Modelle, die auf Multipolentwicklung der Ladungsverteilung eines Moleküls basieren, auf kleine oder annähernd Kugel- oder Ellipsoid-förmige Moleküle beschränkt sind, hat die COSMO-Methode den Vorteil, dass sie auch für große und unregelmäßig geformte Molekülstrukturen anwendbar ist.
Die COSMO-Methode ist umso genauer, je höher die Dielektrizitätszahl des Lösungsmittels ist, weil sich die Flüssigkeit im Grenzfall unendlich hoher Dielektrizitätszahl wie ein idealer Leiter verhält; bei Wasser (ε ≈ 80) wird bereits eine recht gute Genauigkeit erzielt. Für Lösungsmittel mit geringer Dielektrizitätszahl wäre eine vollständige Lösung der elektrostatischen Gleichungen genauer, aber mit höherem Aufwand verbunden.
Im Gegensatz zu Molekulardynamik-Rechnungen, bei denen die Bewegung der Lösungsmittelmoleküle berechnet und ihre Lage und Dichte über einige Zeit gemittelt wird, hat das COSMO-Modell, so wie alle Kontinuums-Modelle, den Vorteil eines wesentlich geringeren Rechenaufwands. Es ist jedoch grundsätzlich nicht in der Lage, Phänomene, die mit der Granularität des Lösungsmittels zusammenhängen, korrekt zu beschreiben.